# Kim Weston (Fotograf)

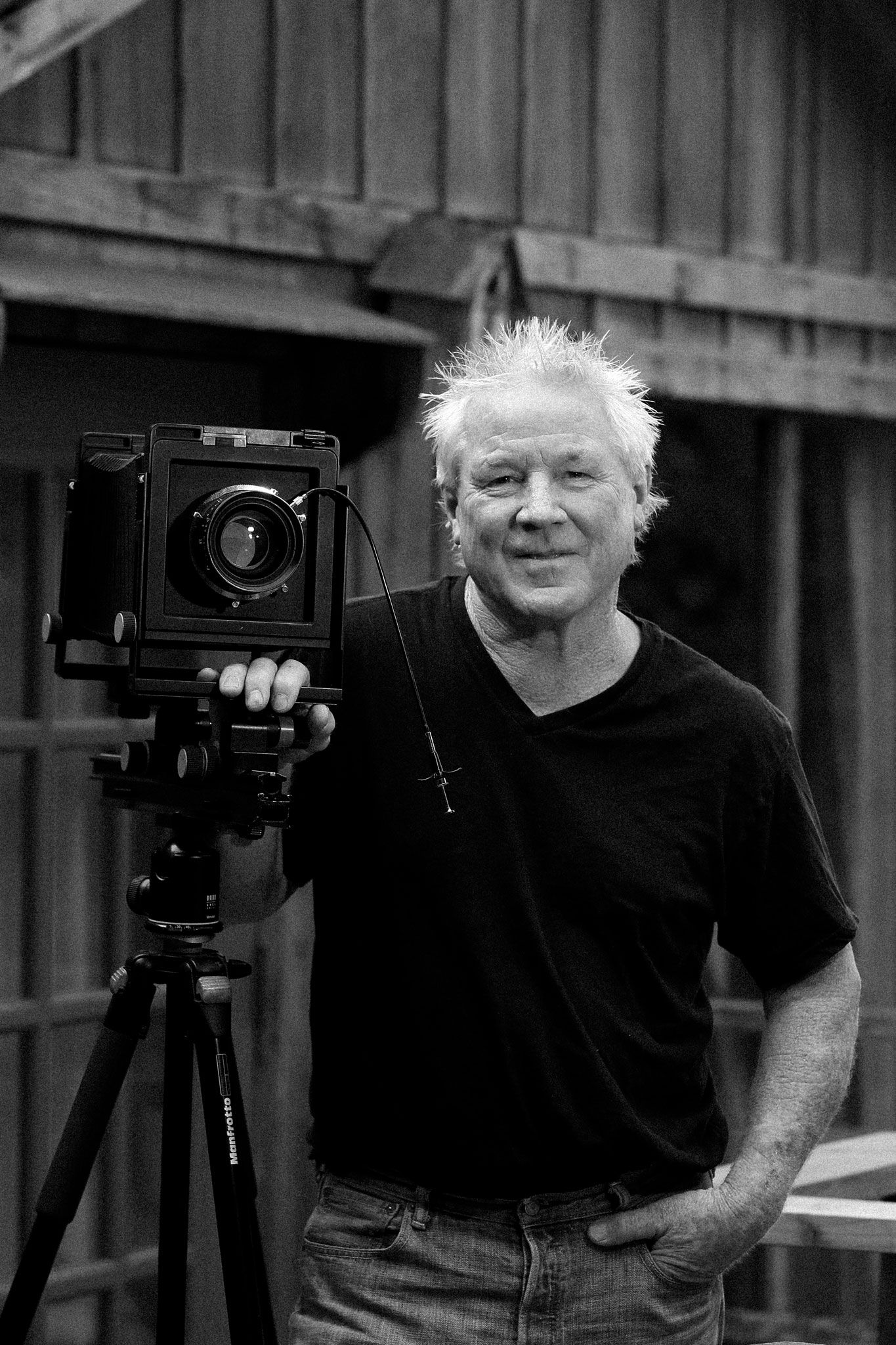
Kim Weston

Kim Weston (* 1953) ist ein US-amerikanischer Fotograf.
Er arbeitete viele Jahre seinem Vater zur Hilfe, neue Abzüge von Edward Westons Negativen zu machen und arbeitete als Assistent seines Onkels. Weston hat viel von seiner eigenen Fotografie im Wild Cat Canyon House in Carmel, das einst seinem Großvater gehörte. Er nimmt regelmäßig an Fotografie-Workshops als Lehrer teil.

## Bibliographie
- Buchsteiner, Thomas. Edward Cole Kim Weston: Three Generations of American Photography. Schaffhausen: Stemmle, 1995. ISBN 3-905514-40-0.
- Kim Weston, Ballett 2007, 2006
- Kim Weston von Kim Weston. Laguna Beach: FACT, 1997

## Familie
Kim Weston ist der Enkel des Fotografen Edward Weston, der Sohn des Fotografen Cole Weston und Neffe des Fotografen Brett Weston, er ist verheiratet mit Gina Weston.